# Марітімо де Ла Гуайра
«Маріті́мо де Ла Гуайра» (ісп. Club Sport Marítimo de La Guaira) — венесуельський футбольний клуб з Ла-Гуайра. Заснований 1959 року у Каракасі. Розформований у 1995 році (під назвою «Марітімо де Венесуела»). Клуб знову був сформований у 2022 році у місті Ла-Гуайра під новою назвою.

## Досягнення
- Чемпіон (4): 1986—87, 1987—88, 1989—90, 1992—93
- Володар кубка Венесуели (2): 1988, 1989